# Dirk Coster
Dirk Coster (5 octobre 1889 à Amsterdam – 12 février 1950 à Groningue) est un physicien néerlandais. Il est professeur de physique et de métrologie à l'université de Groningue. Il est le découvreur du hafnium (Hf) (élément 72) en 1923, avec George de Hevesy, grâce à l'analyse de zirconium par spectroscopie à rayons X. La découverte se fit à Copenhague, Danemark dont le nom latin est Hafnia.